# RCA Records
RCA Records (tên gốc là The Victor Talking Machine Company, rồi đổi thành RCA Victor) là một trong những nhãn hiệu hàng đầu của Sony Music Entertainment. RCA là viết tắt của Radio Corporation of America (sau đó đổi thành RCA Corporation), chính là công ty mẹ của RCA Records từ năm 1929 đến 1985 rồi thành đối tác từ năm 1985 đến 1986.
Chi nhánh của RCA ở Canada (tên cũ: Berliner Gramophone Canada) là công ty lâu năm nhất của Sony ở Canada, vì nó là một trong hai hãng thu âm còn sót lại ở nước này sau thời kỳ Đại khủng hoảng, hãng còn lại là Compo Company hiện giờ là Universal Music Canada.